# Cryptophagus quercinus
Cryptophagus quercinus är en skalbaggsart som beskrevs av Ernst Gustav Kraatz 1852. Cryptophagus quercinus ingår i släktet Cryptophagus, och familjen fuktbaggar. Enligt den svenska rödlistan är arten nära hotad i Sverige. Arten förekommer i Götaland, Öland, Svealand, Nedre Norrland och Övre Norrland. Artens livsmiljö är skogslandskap, jordbrukslandskap, stadsmiljö.